# Республика Корея на зимних Олимпийских играх 1976
Республика Корея принимала участие в Зимних Олимпийских играх 1976 года в Инсбруке (Австрия) в седьмой раз за свою историю, но не завоевала ни одной медали.

## Состав сборной
Южную Корею представляло три спортсмена: один мужчина и две женщины. Они соревновались в беге на коньках и фигурном катании.
Самой молодой участницей сборной была 14-летняя конькобежка Ли Намсу́н, самым старшим участником — 19-летний конькобежец Ли Ёнха́.

## Результаты
Наилучший результат для сборной показал конькобежец Ли Ёнха́: 11 место на дистанции 5000 метров.

### Конькобежный спорт
Забеги прошли с 6 по 14 февраля на Олимпийском конькобежном катке Инсбрука, на высоте 542 метров над уровнем моря.
Мужчины
| Спортсмен         | Дистанция | Время   | Место |
| ----------------- | --------- | ------- | ----- |
| Ли Ёнха́ (이 영하) | 500 м     | 41.08   | 22    |
| Ли Ёнха́ (이 영하) | 1000 м    | 1:22.88 | 15    |
| Ли Ёнха́ (이 영하) | 1500 м    | 2:05.25 | 18    |
| Ли Ёнха́ (이 영하) | 5000 м    | 7:44.21 | 11    |

Женщины
| Спортсменка         | Дистанция | Время   | Место |
| ------------------- | --------- | ------- | ----- |
| Ли Намсу́н (이 남순) | 500 м     | 46.33   | 25    |
| Ли Намсу́н (이 남순) | 1000 м    | 1:35.58 | 25    |
| Ли Намсу́н (이 남순) | 1500 м    | 2:26.24 | 25    |
| Ли Намсу́н (이 남순) | 3000 м    | 5:08.34 | 24    |

### Фигурное катание
Соревнования по одиночному катанию среди женщин на зимних Олимпийских играх 1976 прошли 10, 11 и 13 февраля на искусственном льду Олимпийского стадиона в в Инсбруке.
| Имя                | Обязательные фигуры | Короткая программа | Произвольная программа | Сумма баллов | Сумма мест | Место |
| ------------------ | ------------------- | ------------------ | ---------------------- | ------------ | ---------- | ----- |
| Юн Хёджин (윤효진) | 14                  | 16                 | 19                     | 159.64       | 158        | 17    |